# Constitution des Königreichs Westphalen
Die Constitution des Königreichs Westphalen vom 15. November 1807 war die Verfassung des Königreichs Westphalen. Sie wurde, wie in anderen Napoleonischen Musterstaaten, nach französischem Vorbild erlassen. Die Constitution des Königreichs Westphalen ist die älteste Verfassung in Deutschland. Sie war Vorbild der Verfassungen der anderen Napoleonischen Staaten (z. B. des Höchsten Organisations-Patentes der Verfassung des Großherzogtums Frankfurt). Die Verfassung wurde durch königliches Dekret vom 7. Dezember 1807 erlassen und im Gesetzesbulletin veröffentlicht.

## Inhalt
Die Verfassung beschreibt die Einbindung des Königreichs in die napoleonische Ordnung. Das Königreich ist Teil des Rheinbundes (Art 5). König ist Jérôme Bonaparte, der Bruder von Napoléon Bonaparte (Art. 6 ff.). Auch wird das metrische System eingeführt (Art. 17). Weiterhin wird der Code civil eingeführt (Art. 45 ff.).
Eine Reihe von Modernisierungen des Rechtes werden kodifiziert. So wird die Gleichheit aller Untertanen vor dem Gesetz (Art 10) verfügt, die Vorrechte des Adels vermindert (Art. 12) und die Leibeigenschaft aufgehoben (Art 13).
Die Regierung soll aus vier Ministern gebildet werden (Art. 19, 20), die für einzelne Fachressorts verantwortlich sind. Daneben bestand ein Staatsrat aus 16 bis 20 Personen. Beim Gesetzgebungsverfahren wirken ebenfalls die Reichsstände des Königreichs Westphalen, das Parlament des Königreichs und seine Ausschüsse mit (Art 25 ff.).
Die verwaltungsmäßige Aufteilung des Königreichs in Departemente, Districte, Cantone und Municipalitäten wird in den Art. 34ff. beschrieben.

## Umsetzung der Verfassung
Die verfassungsmäßigen Institutionen begannen ihre Arbeit in den meisten Fällen im Verlauf des Jahres 1808. Allerdings stand die Tätigkeit der Verfassungsorgane teilweise im Widerspruch zu den vom Verfassungsgeber Napoleon beabsichten Gesellschaftsreformen. Die Reichsstände des Königreichs, in denen der grundbesitzende Adel ein starkes Gewicht hatte, machte mehrfach von seinem Recht Gebrauch, Reform-Gesetze der Regierung zu blockieren. Auch andere Verfassungsorgane waren vom vormals privilegierten Adel dominiert, wie die Departemental-Collegien, deren Aufgabe unter anderem darin bestand, die Friedensrichter der Cantone zu wählen und dem König die Kandidaten für die Munizipalräte vorzuschlagen.
Um die Reformpolitik gegen den Widerstand des Adels durchzusetzen, umging die westphälische Regierung vor allem ab 1810 verfassungsmäßige Organe. So wurden die Reichsstände nach 1810 nicht mehr einberufen. Der König regierte per Dekret. Auch die Wahlkollegien wurden nicht mehr konsultiert. Schon die nach der ersten Ernennungswelle 1808 neu zu ernennenden Friedensrichter und Munizipalräte wurden ohne Hinzuziehung der Wahlkollegien auf Vorschlag der Verwaltungs- und Justizbeamten durch königliche Dekrete ernannt. In den 1810 an das Königreich angeschlossenen Gebieten des Kurfürstentums Hannover wurde auf die Einbeziehung der Wahlkollegien in das Auswahlverfahren verzichtet.
Allerdings wachte die königliche Regierung über die Einhaltung der Rechte der Munizipalräte, die das unterste den ausführenden Verwaltungsbeamten beigeordnete repräsentative Gremium darstellten.